# Вашку де Алмейда і Кошта
Ва́шку де Алме́йда і Ко́шта (порт. Vasco de Almeida e Costa; *26 липня 1932, Лісабон — †25 липня 2010, Лісабон) — португальський морський офіцер і військовий. Був 3-м прем'єр-міністром Португалії після Революції гвоздик, з 23 червня до 23 липня 1976 року. Відіграв важливу роль у деколонізації Португалії.

## Біографія
В уряді свого попередника, прем'єр-міністра Піньєйру де Азеведу, був міністром внутрішніх справ (з 19 вересня 1975 до 23 липня 1976 року).
23 червня 1976 року став в. о. прем'єр-міністра Португалії відбувши до завершення його мандату (23 липня 1976 року), оскільки у тогочасного глави уряду Піньєйру де Азеведу стався серцевий напад під час виборчої кампанії останнього на посаду президента Республіки. Таким чином, Вашку де Алмейда і Кошта став останнім прем'єр-міністром тимчасових після Революції гвоздик урядів, поступившись на цій посаді Маріу Соарешу, який став главою уряду в результаті перемоги соціалістичної партії на перших демократичних законодавчих виборах у післяреволюційний період (1976 рік).
Пізніше був губернатором Макао (з 16 червня 1981 до 15 травня 1986 року).
У 1959 році одружився з Марією Клаудіаною да Кошта Араужу де Фарія.